# Нікельське міське поселення
Ні́кельське міське́ посе́лення (рос. Никельское городское поселение) — адміністративне утворення у складі Печензького району Мурманської області, Росія.

## Склад
До складу поселення входять такі населені пункти:
| Населений пункт | Населення, осіб (2010) |
| --------------- | ---------------------- |
| Борисоглібський | 21                     |
| Нікель          | 12756                  |
| Приречний       | 45                     |
| Раякоскі        | 238                    |
| Сальміярві      | 71                     |

| Мурманська область | Це незавершена стаття про Мурманську область. Ви можете допомогти проєкту, виправивши або дописавши її. |